# 交響曲第87番 (ハイドン)
交響曲第87番 イ長調 Hob. I:87 は、フランツ・ヨーゼフ・ハイドンが1786年頃に作曲した交響曲で、全6曲からなる『パリ交響曲』の6曲目（作曲順では3番目）。

## 楽器編成
フルート1、オーボエ2、ファゴット2、ホルン2、弦五部。

## 構成
全4楽章、演奏時間は約22分。
- 第1楽章 ヴィヴァーチェ
イ長調、4分の4拍子、ソナタ形式。

- 第2楽章 アダージョ
ニ長調、4分の2拍子、ソナタ形式。

- 第3楽章 メヌエット - トリオ
イ長調、4分の拍子。

- 第4楽章 フィナーレ：ヴィヴァーチェ
イ長調、2分の2拍子（アラ・ブレーヴェ）、ソナタ形式。